# 松村邦洋
松村 邦洋（まつむら くにひろ、1967年（昭和42年）8月11日 - ）は、日本のお笑いタレント、ものまねタレント、YouTuber。山口県熊毛郡田布施町出身。山口ふるさと大使、たぶせふるさと応援大使。太田プロダクション所属。
日本史上の人物やタレント、アスリート、政治家など幅広くモノマネをしている。愛称はまっちゃん、バウバウ。

## 略歴
山口県熊毛郡田布施町出身。山口県立田布施農業高等学校に進学（1年の留年を経て）卒業→九州産業大学に進学→中退。
高校時代から、山口や広島県のローカルテレビ・ラジオ番組に出演。中国放送『サテライトNo.1』でアルバイトのADをしていたことがあり、得意のものまねを披露し人気者となり、番組レギュラーにもなった。
大学在学中に『発表!日本ものまね大賞』（フジテレビ系・1988年6月14日放送）に出演。ビートたけしをはじめ石橋貴明、古舘伊知郎らのものまねを披露し、敢闘賞を受賞。その後、テレビ西日本でケーブル捌きのアルバイトをしていた当時、番組に出演した松村のネタを見ていた片岡鶴太郎が『FNSスーパースペシャル1億人のテレビ夢列島』（1988年7月16日 - 17日放送）の中継で同局を訪れ、鶴太郎に「君いいよ、面白いよ」と見出されたことがきっかけで、1988年秋に大学を中退し上京した。
鶴太郎の在籍する太田プロに所属し、芸能界デビュー。当時同じく太田プロに所属していた爆笑問題や太田光代（当時は松永光代）、春一番らと下積みを重ねながら、『ものまね王座決定戦』（フジテレビ系）の常連として、ビートたけしや掛布雅之のものまねで茶の間を沸かせるようになる。
1992年1月、第8回『ビートたけしのお笑いウルトラクイズ』の「冷凍室ダジャレ→ものまね合戦」にて披露した、高田文夫のものまね「バウバウ」でブレイクする。この回での活躍により番組の常連となり、ダチョウ倶楽部、出川哲朗らとともに「リアクション芸人」の代表挌となる。同年7月からは松本明子とともに『進め!電波少年』で司会を務め「アポ無し取材」で人気を博した。
「林家ブー」や「バウバウ」のネタで高田文夫に気に入られ、1992年4月から『たまにはキンゴロー』などでの共演を経て、1993年秋からは『高田文夫のラジオビバリー昼ズ』の金曜レギュラーを務めている。
1992年には、第30回ゴールデン・アロー賞芸能新人賞を、1994年にも第32回の同賞で芸能賞を受賞した。また、『an・an』の「抱かれたくない男性タレント」の上位に出川哲朗とともにランキングしていたことでも有名。
1993年から1999年にかけて『松村邦洋のオールナイトニッポン』でパーソナリティを務める。一時はパーソナリティを降板したものの、3か月後に復帰。通算で約6年に渡る長寿番組となった。1997年には、『電波少年』を降板させられた（進め!電波少年#松村降板騒動）ものの、以降もテレビ・ラジオのレギュラー出演を続けている。
1990年代には俳優としても活躍（『STATION』では吉田栄作に次ぐ準主役、『ハンサムマン』では長野博とのW主演）。1995年には『君を忘れない』で、当時若手として伸び盛りだった木村拓哉・反町隆史らとともに名を連ねている。
2000年4月に関西の人気番組である『探偵!ナイトスクープ』のレギュラー(探偵)に抜擢された。探偵抜擢の1年後には自身がモノマネ対象にしている西田敏行が2代目局長に就任し、共演することになった。
2013年7月に『アメトーーク!』で「本当はスゴイ!!松村邦洋」が放送される。また同年下半期は堺雅人がブレイクしたことから、堺の物真似をしている松村の仕事も増加した。一方で9月27日放送分を以って13年半出演し続けた『探偵!ナイトスクープ』を卒業した。
2020年8月20日、YouTubeチャンネル「松村邦洋のタメにならないチャンネル」を開設。

## 人物
- 3人兄弟の長男。生家は農家だが元々は江戸時代から商取引をしていて一方で戦前までは質屋をしていた[12]。
- 千葉ロッテマリーンズなどで活躍した元プロ野球選手・河本育之は、小学・中学時代の同級生。「河本とは同じ野球部でバッテリーを組んでいた」とよく言われるが松村は中学時代は野球部でなかったため[13]、このエピソードは誤りである。
- 高校時代に留年したため、卒業後から行われている同窓会には2回(2学年分)参加している[8]。
- 上京した頃の体重は75kg程だったが、一時期は141kgまで太っていた。後述するダイエットにより、大きく減量している。
- 『進め!電波少年』（以下、『電波少年』）の企画で公募された一般視聴者と1日だけ夫婦になった[注 2]。これにより夫婦関係の実態が全く無いものの婚姻・離婚の事実だけ残るため、いわゆるバツイチである。また、後に伊丹空港でこの女性と偶然再会を果たしている[14]。
- 野球選手の似顔絵を描くことで知られ、2008年に母校の九州産業大学で展覧会を開き[15]、2015年東京美術倶楽部チャリティー企画にアクリル絵3作品を出品した[16]。
- タバコ嫌いであり、酒が全く飲めない下戸である。
- 母親が2008年に死去している。

### 考え方など
ものまねに関して本人は、「似てる・似てないは関係なく、その人を好きになることが大事」と語っている。また、「僕はどちらかと言うとその人に似せたいというよりも、その人自身になりたい」という考えを持つ。
日常生活で人からの頼み事や仕事の依頼を受けることについて、「頼まれごとは、試されごと」との考えを持っている。「向こう(仕事の依頼者など)がダメだと思ったら、使われなくなる。こっちは、試されているんだから一生懸命やるだけです」と語っている。
日常生活で何かと我慢が必要な時は、“運のポイントを貯める”という独特の考え方で乗り越えている。
生きていくためには、「驚くことが大切」との考えを持つ。
下積み時代から交流が続く高田文夫と、デビュー前から何かと気にかけてくれている片岡鶴太郎のことを「芸能界での恩人」と評している。
高田について、「高田先生からは古今の演芸についてもそうですし、挨拶や礼儀が大切だということ、他にも色々なことを教えて下さいます。また先生は、『タレントにおける人気とは、高さではなく長さ』ってよく言うんです。（何かをきっかけに）一気に売れたり有名になることも大切だけど、コツコツ続けることも大事だっておっしゃるんです」と語っている。

### 周りからの評価
『電波少年』のディレクターで、ロケに同行した〆谷浩斗からは、「松村くんはピュアなんです。アポなしロケのときも変な計算(こうすれば視聴者にウケる等)をしない」と評されている。
松村のマネジャーを30年以上務める大竹昇司からは、「彼は一般常識など人間として欠けているところがいっぱいある。ですが、その分だけ集中して突出した長所がある」と評されている。
高田文夫からは、「松村はある時は天才に見え、ある時は本物のバカに見える」と評されている。
原田龍二とは、時代劇専門チャンネルの旅番組『龍ちゃん・松ちゃんぶらり探訪東海道』で共演して以来、親交がある。原田は「松ちゃんはものまねの天才に見えて、ものすごく努力の人。思いやりも深い」と評している。

## エピソード

### 学生時代
子供の頃から目立つことが好きで、ものまねの原点は、通っていた中学校に15人ほどいた教師たち（全員をマスターした）や、テレビで見る小西博之やドラマ『3年B組金八先生』の生徒・加藤優役といった有名人のものまね。また当時は、1980年代前半に大流行した「ツッパリブーム」に影響され、中学校時代からヤンキーだった半面、いじめられるようなタイプでもあった。なお、ヤンキーではあったが、悪いことはせず、友人とお菓子を食べながら雑談に花を咲かせていた。
高校生頃までは痩せており、ある日友達から「顔がビートたけしに似てる」と言われたことがきっかけで、彼のモノマネをやり始めた。また、高校2年時に8科目が赤点となり1年留年し、修学旅行に2回行ったという。
卒業後の進路としてお笑い芸人の道を本気で目指していたと言い、当初大阪にある吉本興業の養成所・NSCに入ることを考えていた。学校の視聴覚室で教師にビデオを回してもらい、得意のものまねを収録したテープを吉本興業に送付したという。しかし、高校に4年通った経験から“遠回りの発想”ができ、進路変更して九州産業大学に進学した。また、進路変更には高校3年の12月に起きたフライデー襲撃事件の影響でビートたけしのものまねを一時自粛せざるをえなくなったことも影響したという。

### ものまねタレントとして人気に
『発表!日本ものまね大賞』の敢闘賞を受賞した直後、とある芸能事務所から電話でものまねタレントとしてスカウトされたが、上記の遠回りの発想から断っている。その後太田プロに所属したが、しばらくはショーパブでバイトしながら芸を磨く下積み時代を過ごした。思うような結果が出ないこともあったが、当時出会ったダチョウ倶楽部、春一番、爆笑問題などの芸人たちの励ましに支えられた。
下積み時代に出会った高田文夫の飲み会の席に爆笑問題の太田の紹介で彼と初対面した。その際、高田にビートたけしのマネで「高田さんよォ、オイラもさぁ」といきなり話しかけ、このものまねを気に入られたことで、以後高田との交流が始まった。
ほどなくして高田の「手を叩きながら“バウバウ”という笑い方」のものまねもするようになった。同時期に憧れのビートたけしとも数々の番組で共演し、本人の前で彼のものまねも披露するようになった。

### 『進め!電波少年』
バラエティー番組『進め!電波少年』のアポなしロケでは、渋谷のチーマーに体当たりロケ企画「渋谷のチーマーを更生させたい！」も行った。一触即発の雰囲気があったが、高校時代に不良に絡まれることがよくあったため、チーマーも特に怖いとは思わなかったという。
「豪邸のプールで泳ぎたい！～アラブ首長国連邦編～」のロケでは、豪邸に向かう途中の砂漠で一時遭難し、脱水症状になって危うく死にかけた。
『電波少年』の突然の降板はショックではあったが、“時間に余裕ができた”と気持ちを切り替え、以前から大好きな野球や大河ドラマをじっくり見られるようになった。この結果達川光男などの野球解説者や、津川雅彦などの役者のものまねレパートリーの開発に繋がった。

### ダイエット
- ダイエットを決意したきっかけは主に2つあり、あるテレビ特番で人間ドックを受けた際、「このままでは長生きできない」と宣告されたことと、石塚英彦・伊集院光・内山信二・松村らで作られる「デブの健康組合」で「みんな一緒にやせればバレない。一緒に5キロずつやせよう!」と決せられたが、松村だけ逆に10キロ増え「まっちゃん、そのまま行くと死ぬよ」と身を案じて言われたことだった[20]。
- 中でも成果を上げたものは「CanCamダイエット」なるもので、これは、『CanCam』を読みながら夜道をウォーキングするというものである。歩いている途中で辛くなった時にCanCam（特に蛯原友里・押切もえ・山田優が写っているページ）を見ると、モデルが「まっちゃん、がんばって」などと励ましてくれる感じがして、よりダイエットが捗ったという。その成果あって、2006年の時点で30キロ超減って110キロ台になっていた[20]。
- 後述の東京マラソンでの心肺停止事件をきっかけに自身の健康管理のため、2016年末にライザップを始め、減量に取り組んだ。2017年9月13日に行われたライザップ新CM発表会見では、約8か月で体重110.6キロから80キロと30キロの減量に成功した姿を見せた[21]。

### マラソン
- ダイエットを通じてマラソンに興味を持つようになり、和田アキ子から「走ってこい!」と言われた2007年7月1日の「ゴールドコーストマラソン」に参加し、フルマラソンに挑んだ。このマラソンは7時間10分以内にゴールしないと完走と認められないが、松村は諦めずに9時間9分6秒かけて走りぬいた。時間オーバーのため記録には残らないが、主催者側の心遣いで、松村にもメダルが贈られた。森脇健児とトレーニング方法について綿密にメールで連絡し合っていたという。
- 続いて、『TokYo,Boy』の企画でもマラソンに挑戦することになり、2008年2月17日の「東京マラソン2008」に出場。しかし、35km地点で時間切れとなり完走には至らなかった。同年7月6日の「ゴールドコーストマラソン2008」にも出場し、6時間51分40秒で完走。初めて制限時間内にゴールした。
- 2009年3月22日、『TokYo, Boy』の企画として再び「東京マラソン2009」に出場。しかし、スタート地点から約15kmの港区高輪2丁目付近で急性心筋梗塞による心室細動で倒れ、一時心肺停止状態となる。丁度付近で取材していた右松健太が救急車を即座に呼んだ他[22]、伴走していた国士舘大学の救護班がAEDを使用したり、医師団の処置により意識を回復、入院して順調に回復した[23]。その後、入院から12日で退院。「復帰の際には蛯原友里や安倍晋三から祝福のコメントが寄せられ、入院中に安否を心配する関係者や芸人仲間などから合計486通ものメールが携帯に届いていた」と述べている。また、松村の退院の模様は通常の報道番組でも取り上げられた。
- 2011年10月1日放送の「オールスター感謝祭'11秋 芸能界No.1決定戦SP」では、心肺停止以来控えていた「赤坂5丁目ミニマラソン」に久々に参加した。
- 健康関連のイベントに呼ばれて心肺停止状態の経験談を語ることがある[24]。

### 趣味・嗜好
歴史・大河ドラマ・高校野球・プロ野球に詳しいことで知られている。また松村の自宅には、大河ドラマを始めとするドラマの気に入ったセリフのメモ（自らの手書きによる）が、壁一面にぎっしりと貼られている。

#### 野球
- 熱狂的な阪神タイガースファンである父親に影響され、自身も大変な野球好きである[25]。
- 子どもの頃は広島東洋カープが強い時代で、周りはカープファンが多かったが[26]、「自身があまのじゃくな性格から阪神ファンになった。もし大阪に生まれていたら阪神ファンにはなっていなかったと思う」と話している[26]。自身も野球をするようになり、高校時代（軟式野球部）にキャッチャーを務めるが1試合で27盗塁を許した経験を持つ弱肩で「デブ = キャッチャーという固定観念で決められた」などと述べている[7][27]。
- 『デイリースポーツ』の特命応援団長に任命されており、同紙で連載を持つほか、過去に『週刊ベースボール』ではカラーグラビア見開きで自ら選手の絵も描いていた。
- 阪神にドラフトで入団する選手に対し、会場や[28]選手の実家に「阪神入団おめでとう 松村」と書かれた大きな花を贈る。球団側から頼まれている訳ではなく、自分の意志により自腹で贈っている。選手も、その花が届く事で「阪神に入団したんだ」と実感するという[29]。ちなみに松村としては俊足タイプの選手に興味を持っており、「野村克也さんもこういう阪神であることを喜ぶだろう」と述べている[30]。
- 阪神以外のプロ球団、また高校野球・大学野球に関する知識も相当なもので、阪神以外の球団の試合や春季キャンプにも駆けつけることが多くあり、ファイターズ鎌ケ谷スタジアムや由宇球場にも足を運んでいる。かつては、中山秀征率いる草野球チームに初代キャッチャーとして所属していた。また、竜兵会の草野球にも参加しており、出川軍との試合にも竜兵会の一員で出場している。
- 正月に実家へ帰省する際、知り合いの現役やOBの野球選手を自腹で呼び、近所の子供を集めて無償で野球教室を開いている[29]。
- プロ野球再編問題で球界が揺れていた頃、プロ野球ファンの集会に参加し、12球団、2リーグ制の維持を訴えた。登壇した松村は「プロ野球は皆のもの。渡邉恒雄のものではありません」と名指しで批判発言し、その模様はテレビでも放送された。
- 『世界ウルルン滞在記』では、北米独立リーグ・フロンティアリーグのロンドン・ウェアウルブズ（英語版）の試合に、松村が代打として出場する模様が放映され、公式記録[31] として残されている。
- 世代が全く違う飯野雅と交友があり、掛布や川藤、高木らと「桜坂ちゃんねる」に出演、野球に関する対談している。

#### 好角家
- 野球界のみならず、相撲界にも人脈を持つ。
- 中野区の自宅アパートの近所に二子山部屋（後の貴乃花部屋）があったことが縁で、貴乃花親方と交流を持つようになった。朝稽古を見学した後、ちゃんこを御馳走になることもあった。貴闘力忠茂とは特に親しく、断髪式でも鋏を入れた。
- 振分親方のものまねも得意としている。2019年2月、貴ノ岩の断髪式に出席し、「ただ断髪するよりも、呼ばれたからにはお客さんを喜ばせたいと思って」と土俵上で鋏を入れるときも[32]、その後のパーティーでも貴乃花のものまねをして会場を和ませた[33]。

#### テレビっ子
- 少年時代にはまだビデオデッキが普及していなかったため、ラジカセをテレビに近付けて音声のみを録音し、それを繰り返し聞いていた。中でも『3年B組金八先生』シリーズや、『スクール☆ウォーズ』などの大映ドラマに詳しく、台詞を一言一句覚えているという。また、『金八先生』パート4では、北尚明に「廊下を走らない!」と注意される生徒役でエキストラ出演していた。天野ひろゆきに並ぶ『金八先生』ファンであり、特に直江喜一の他、松村雄基、木村拓哉、沖田浩之の熱狂的なファンで、金八終了後に沖田が出したシングル「E気持ち」をすぐに買ったという。
- 1970年代から1980年代のアイドルにも詳しく、松本明子や大沢逸美といったマイナーアイドルも詳しい。
- 子供の頃は、お笑いグループのザ・ドリフターズやザ・ハンダースが大好きで、彼らが出演するコント番組などを夢中で見ていた[8]。

#### 日本史
- 戦国大名・毛利元就は中国地方を征服して“中国の覇者”になったが、毛利元就以前の中国地方は戦国大名・大内氏と尼子氏が“二大勢力”だった。松村の先祖は“大内氏の家臣”である。
- その影響で松村は、1997年のNHK大河ドラマ・『毛利元就』（主演・中村橋之助）の大ファンとなり、毎週ビデオに録画して見ていて、NHK大河ドラマがきっかけで“大の日本史好き”になり、DJ日本史など歴史関連番組や企画に多数出演。全国の歴史に関するイベントにもパネラーとして参加している[34][35]。自宅の本棚には多数の“歴史の本”がずらりと揃えられている。

#### 描画
- 高田文夫の勧めで阪神の歴代選手を題材にした絵画製作にも力を注いでいる。
- デイリースポーツや週刊ベースボールではコラムとともに紹介され、2000年には1冊の本にまとめた画集『愛しの虎　松村邦洋の阪神タイガース応援日記』（太田出版）、2004年にはカレンダー『松村邦洋・阪神タイガース画集 2004年度カレンダー』を発表している。

## ものまね
- 堺雅人など全く逆の声質の有名人のモノマネが出来る。有名人であるモノマネであっても、弔辞（上岡龍太郎から横山ノックへ、古舘伊知郎から放送作家・腰山一生へ、など）を切り取り、結果としてマニアックな内容になってしまうこともある。最初にやったモノマネはドラマ『3年B組金八先生』の加藤優で、これは自信作と言っていたが、当の本人がどこかに行ってしまったと語る。のちに、直江喜一本人から、『金八先生ファイナル』に15年ぶりの出演にあたり、「加藤ってどうやるの?」と相談され、松村が本家に演技指導したほか、金八ファイナル終了後は金八ファンの為に直江と動画サイトで共演している。現在、直江は松村と同じ中野区に住んでおり、コロナでダウンした時は、夫婦で見舞いに来てくれたという。
- 出川哲朗は無名時代からやり続けている十八番ネタであるが、出川が有名になった途端、多数の芸人が出川のモノマネを始めてしまったと語る。
- ものまねの対象とする有名人には、お中元とお歳暮をよく贈っている。津川雅彦と西田敏行に違いを指摘されていたが、お中元を贈った所、本家が松村に合わせるという本末転倒なことになった。津川を「シャレのわかる人」と評している。モノマネ中にしきりに顔を振るのだが本人は実際あまり顔を振らないので、『松村ちゃん、僕はそんなに顔を動かさないよ』と注意したらしいが、松村がお中元とお歳暮を贈ったところ、津川が松村の気持ちに応えるように顔を上下に動かしながら「これで良いのかな？」と松村に語り、本家がモノマネ芸人に合わせるという、くだけた優しい一面を見せたという他、津川に色々と面倒見て貰ったという[36]。また、津川から「西田は似てるけど、僕は似てない」と言われ、反対に西田も「津川は似てるけど、僕ははあんな笑い方しない」と言われてネタにしている。[37]
- 中尾彬（同じ誕生日でもある）のモノマネをやるにあたり、事前に中尾にお中元を贈ってからモノマネを始めたところ、中尾は妻の池波志乃に「松村のモノマネが一番似てるねぇ」と言っている。野村克也が「松村が出ているなら番組に出る」と出演依頼を快諾したこともあった。また、ビートたけしは「どんどんやってくれ」と言っていた他、『ビートたけしのお笑いウルトラクイズ』のロケの時に、リアクションが上手く取れなかった松村にリアクションの取り方をマンツーマン指導したことがあり、「バイク事故を起こした時の顔」のものまねをした時には、「表情が左右逆だ」と指摘をしたこともあった[38]他、北野武とビートたけしを演じ分けもでき、今と昔の違いも出来るので、渡部陽一は「武のモノマネは松村の右に出る者は居ない」と言うほどレベルが高い。
- そのほか、小泉純一郎と貴乃花光司も小泉孝太郎や花田優一から絶賛する程似ていると評されている。
- 本人が芸能界きっての歴史好き、大河ドラマ好きであることもあり、糸井重里が提案し、イベント『ほぼ日刊イトイ新聞・ニッポン放送 presents 「ほぼ織田信長のオールナイトニッポン 〜本能寺の変スペシャル〜」』を開催した[39]。松村がビートたけしの声真似のまま、織田信長になりきって本能寺の変の直前に、本能寺をキーステーションにオールナイトニッポンを放送するというもので、その後松村の持ちネタとなっている。
- 自身のモノマネの歴史をプロジェクトXの要領で披露する『松村ものまねプロジェクトX』というネタもある。
- アウトレイジ ビヨンド及びアウトレイジ 最終章のDVD&Blu-ray発売のCMでは、出演者全員の声をアテレコし、緊迫したシーンに松村がそっくりのモノマネで宣伝していくという松村にしか出来ないCMで話題を呼んだ。本人と間違われないためにワイプで松村が出演している。
- 「ものまね紅白」等で共演しているコージー冨田は、松村の普段の話し方をものまねレパートリーに加えている。

### ものまねレパートリー
注釈なきものは事務所の公式プロフィール に掲載されているもの。オビスポや森光子などといった一部のレパートリーはビバリー昼ズなど、披露する場が限られている。アスリート、役者、議員が中心。浅香の前でモノマネを披露した際には、本人からメガネをもらっている。木村拓哉はトークとかは似ているが容姿が全然違うため、キムタクファンから「ふざけるな」とクレームが来ると言う。本人と共演した時は本人を「松村」と呼び「ニセモノ」扱いする事もある。
- 芥川隆行
- 安倍晋三
- 麻生太郎
- 阿部寛
- 浅香光代
- 浅野忠信
- 安藤統男
- アントニオ猪木
- 芦屋雁之助
- 石破茂
- 伊東一雄
- 石橋貴明
- 生島ヒロシ
- 市川猿之助
- 石川顯
- 石丸幹二
- 石井光三
- 井上陽水
- ウド鈴木
- 内山信二
- ウィルフィン・オビスポ
- ウガンダ・トラ
- 江夏豊
- 柄本明
- 永六輔
- 枝野幸男
- 大泉洋
- 大杉漣
- 王貞治
- 大沢啓二
- 岡田彰布
- 大滝秀治
- 大橋巨泉
- 織田裕二
- 沖田浩之
- 大平透
- 大森南朋
- 籠池泰典
- 掛布雅之
- 片岡愛之助
- 片岡鶴太郎
- 桂小枝
- 桂歌丸
- 加藤一二三
- 上岡龍太郎
- 川藤幸三
- 加藤剛
- 加瀬亮
- 北大路欣也
- 北野大
- 木村拓哉
- 木村忠寛
- 木村匡也
- 木村拓也
- 衣笠祥雄
- 草刈正雄
- 桑田佳祐
- 国広富之
- 草彅剛
- 國村隼
- 小泉純一郎
- 小日向文世
- 近藤正臣
- 近藤真彦
- 今野浩喜
- 神山繁
- 坂倉将吾
- 堺雅人
- 佐々木信也
- 三遊亭圓楽
- 笑福亭鶴瓶
- 笑福亭仁鶴
- 〆谷浩斗
- 清水圭
- 志村けん
- 宍戸錠
- 塩見三省
- 鈴木亮平
- 須田慎一郎
- 関野浩之
- 世良公則
- 染谷将太
- 高橋由伸
- 高田純次
- 高田文夫
- 貴乃花光司
- 貴闘力忠茂
- 高見盛精彦
- 高野浩和
- 高橋克実
- 高橋克典
- 武田鉄矢
- 達川光男
- 滝口順平
- 辰巳琢郎
- 立川談志
- 田口トモロヲ
- 竹中直人
- 田原総一朗
- 大平シロー
- 田原俊彦
- 竹本孝之
- 津川雅彦
- 筒井道隆
- 出川哲朗
- 寺尾聰
- 直江喜一
- 中尾彬
- 中野英雄
- 長嶋茂雄
- 中居正広
- 長瀬智也
- 南原清隆
- 中山秀征
- 中村梅之助
- 中村梅雀
- 中村獅童
- 中村勝広
- 西田敏行
- 西川のりお
- 西村まさ彦
- 西本幸雄
- 野村克也
- 長谷川博己
- 板東英二
- 林家ペー
- 春一番
- 東野幸治
- ビートたけし
- 平泉成
- 平塚克洋
- ピエール瀧
- 福山雅治
- 古舘伊知郎
- ボビー・オロゴン
- 星野仙一
- 本田博太郎
- 松田翔太
- 松村雄基
- 松村達雄
- 松本人志
- マツコ・デラックス
- 松本秀夫
- 松原桃太郎
- 松重豊
- 水本勝己
- 宮田恭男
- 三宅裕司
- みのもんた
- 光石研
- 森光子
- 森山周一郎
- 柳沢慎吾
- 山里亮太
- 山下真司
- 山本一太
- 八名信夫
- 山下清
- ユースケ・サンタマリア
- 吉田義男
- 吉川潮
- ランディ・バース
- 笠浩二
- ルー大柴
- 渡部篤郎
- 渡辺徹

レパートリーは約150（「お願い!ランキング」2012年2月11日「最新のランキング」より）。

## 出演

### テレビ番組

#### レギュラーおよびゲスト出演の多い番組
- アッコにおまかせ!（TBS） - 準レギュラー。現在は2ヶ月に1回の間隔で出演。
- 爆笑そっくりものまね紅白歌合戦スペシャル（フジテレビ） - 第1回からレギュラー出演。
- オールスター感謝祭（TBS） - 『アッコにおまかせ!』枠で出演。ビートたけしと共演。
- アサデス。（九州朝日放送） - 月一回程度金曜日のコメンテーターとして出演しているが、『ラジオビバリー昼ズ』の生放送があるため途中で帰っていた。
- ものまね王座決定戦（フジテレビ） - 第1期・第2期どちらもレギュラー出演。
- 電波少年W 〜あなたのテレビの記憶を集めた〜い!〜（WOWOWプライム、WOWOWオンデマンド、YouTube） - 司会。2021年1月16日から

#### 過去に出演・終了した番組
- 発表!日本ものまね大賞（フジテレビ） - 素人時代に出演。また、テレビ初出演。優勝経験もある。
- FNSスーパースペシャル 1億人のテレビ夢列島'88- 素人時代に「全国おもしろ人間大集合!街はもう大さわぎ」のコーナーにテレビ西日本代表の一人として出演。片岡鶴太郎に見出されるきっかけとなる。
- 進め!電波少年（日本テレビ）
- スーパージョッキー（日本テレビ）
- マジカル頭脳パワー!!（日本テレビ、1992年12月19日-1999年9月16日) - 準レギュラー
- スーパークイズスペシャル（日本テレビ）
- オールナイトフジ（フジテレビ）
- たまにはキンゴロー（フジテレビ）
- 夜鳴き弁天（フジテレビ）
- ピロピロ（フジテレビ）
- TVジェネレーション（TBS）
- テレビの王様（TBS）
- 超人!コロシアム（TBS）
- 世界とんでも!?ヒストリー（テレビ朝日）
- 象印ニュースクイズ パンドラタイムス（テレビ朝日）
- サタデージャングル（テレビ朝日）
- バリキン7 賢者の戦略（TBS）
- 勇者のスタジアム・プロ野球好珍プレー（日本テレビ）
- 世界の超豪華・珍品料理（フジテレビ、1993年 - 1996年）
- 森田一義アワー 笑っていいとも!（フジテレビ、1998年10月 - 2000年3月） - 隔週水曜レギュラー
- 笑っていいとも!増刊号（フジテレビ、1998年10月 - 2000年3月）
- 笑っていいとも!特大号（フジテレビ、1998年・1999年）
- 笑っていいとも! グランドフィナーレ 感謝の超特大号（フジテレビ、2014年3月31日） - 歴代レギュラー
- クイズ!歌うぞ音楽王（フジテレビ）
- ネプリーグ（2006年1月16日・5月1日、フジテレビ）
- チャンスの殿堂!（毎日放送）
- アッコとマチャミの新型テレビ（福岡放送）まれに出演。
- 松村邦洋のマスターズリーグウイークリー（スカイパーフェクTV!）
- 松村邦洋のタイガース最高!（秋田テレビ、2006年3月30日終了）
- 松村邦洋のひとり電波少年（日本テレビ）
- クイズおもしろ料理館（テレビ朝日）
- らくらぶR（KBS京都）まれに出演。
- 日本史サスペンス劇場（日本テレビ） - レポーター、瓦版屋 役
- 龍ちゃん・松ちゃんぶらり探訪東海道（CS時代劇専門チャンネル）原田龍二と共に旅人として、東海道を旅する。
- やっぱイチバン☆もっとパラダイス（東海テレビ）
- 徳光&所のスポーツえらい人グランプリ（日本テレビ）
- ズームイン!!SUPER（よみうりテレビ）関西ローカルコーナー「ウル虎!Sports」に時々出演。
- 探偵!ナイトスクープ（朝日放送）
- 最終警告!たけしの本当は怖い家庭の医学（朝日放送）
- いよっ!日本一（NHK総合）レポーターとして出演。
- 土屋敏男の元気が出るテレビ論（ファミリー劇場）
- パチFUN!（テレビ愛知版「松村邦洋のホールぶらり旅」・2013年4月-9月、現在はテレビ埼玉版などに不定期出演）
- ためしてガッテン（NHK総合）
- 趣味どきっ!「お城へ行こう!」（NHK Eテレ、2016年2月・3月期）第1回〜第4回、第7回・第8回 - 生徒役
- Tokyo,Boy（TOKYO MX）
- 解決!!くらしアンサーズ（テレビ埼玉）
- ナイトシャッフル（福岡放送）イレギュラー出演、年数回程度。
- 銀玉王（サンテレビ）主に関西を中心に放送されているパチンコの宣伝番組。レギュラーであるがローテーションで出演回が巡ってくるため、6‐7週に一度の出演だった。
- BSアニメ夜話（NHK BS2） - ヤッターマンの回（2006年5月2日）にゲスト出演。

### ラジオ番組

#### 現在出演中の番組
- 高田文夫のラジオビバリー昼ズ（ニッポン放送） - 1991年7月初登場、不定期出演を経て1993年10月から金曜日パーソナリティ
- DJ日本史（NHKラジオ第1） - 不定期特番→2013年4月からレギュラー化
- PAO〜N（KBCラジオ、2014年4月 - ） - 木曜日パーソナリティ
- 松村邦洋のOH-!邦自慢（山口放送他全国ネット、2014年10月 - ）
- オールナイトニッポンR「決戦!お笑い有楽城」（ニッポン放送、春・秋の改編期に放送） - 審査員または司会
- ラジオ・チャリティー・ミュージックソン（KBCラジオ） - ゲストランナー（2007年 - 2011年・2015年。2014年は12月24日夜と25日朝からエンディングまでゲスト出演）。ニッポン放送のミュージックソンにもゲスト出演する年がある。
- 言ったもん勝ち！だもん（2022年1月5日 - 、FMヨコハマ） - マンスリーDJ

#### 過去に出演した番組
- ラジオブロンクス〜世界でいちばん危険な夜〜（ニッポン放送）
- 松村邦洋のオールナイトニッポン（ニッポン放送）
- 三宅裕司のザ・ベスト30"スゲェ!"（ニッポン放送）
- 三宅裕司 みんなのヒット!ベスト20+10（ニッポン放送、「その時時間が止まった」オープニングナレーター）
- 松村邦洋の本気汁（CBCラジオ）
- 松村邦洋のタングショー（CBCラジオ）
- MBSヤングタウン月曜日（MBSラジオ）
- マイクのチバリョ!!タイガース（MBSラジオ、月1回）
- サテライトNo.1（RCCラジオ、高校時代に素人として参加。2022年10月1日の復活特番に出演）
- ラジオ大阪 開局記念特別番組 チャンス! チェンジ! チャレンジ!!（ラジオ大阪、2009年7月20日）
- アッコ・徳光のラジオ紅白歌合戦（ニッポン放送、応援ものまね）
- おはようパーソナリティ道上洋三です（ABCラジオ、2014年8月11日 - 8月13日） - 同郷（山口県出身）で阪神ファンの道上洋三の夏季休暇中にパーソナリティ代理を担当。他の期間にも、ゲストとして出演することもある。
- 午後のまりやーじゅ（NHKラジオ第1、2013年4月-2015年3月） - 水曜日パーソナリティ
- 松村邦洋のラジカントロプス2.0（ラジオ日本）
- 日本大相撲トーナメント（文化放送） - リポーター
- ショウアップタイガー 〜18年振りのアレ〜（ニッポン放送、2023年9月18日） - パーソナリティ
- 祝100年！いとしの甲子園（2024年8月3日、NHKラジオ第1）[41]

### テレビドラマ
- 俺たちルーキーコップ 第14話「大反撃」（1992年7月14日、TBS・セントラル・アーツ）
- ツインズ教師（1993年4月 - 6月、テレビ朝日）
- お助け同心が行く! 第12話「消えた花嫁」（1993年6月25日、テレビ東京）
- STATION（1995年1月 - 3月、日本テレビ）- 中村洋二 役
- 3年B組金八先生 第4シリーズ 第1話（1995年10月12日、TBS） - 加藤松八 役[注 16]
- ハンサムマン（1996年1月 - 3月、テレビ朝日） - トビオ2号（佐江金太郎） 役（長野博とW主演）
- いい日旅立ち〜4つの卒業〜（1996年3月、関西テレビ・共同テレビ）
- NHKドラマ館「35歳・夢の途中」（1998年10月24日、NHK総合）
- ロマンス（1999年4月 - 6月、よみうりテレビ）
- ドラマ愛の詩「ズッコケ三人組2」 第11回（1999年12月25日、NHK教育） - 未来のモーちゃん 役
- 私立探偵 濱マイク 第10話「1分間700円」（2002年9月2日、よみうりテレビ）
- クロサギ 第10話（2006年6月16日、TBS）
- 和田アキ子殺人事件（2007年2月12日、TBS）
- ハンチョウ〜神南署安積班〜 シリーズ4〜正義の代償〜 第2話（2011年4月18日、TBS）
- 松本清張特別企画・鉢植を買う女（2011年11月9日、テレビ東京） - 木島（花屋の店長） 役
- もう誘拐なんてしない（2012年1月3日、フジテレビ） - 花屋の配達員 役
- 真田丸 最終話（2016年12月18日、NHK総合） - 清海入道 役
- バイプレイヤーズ 〜もしも6人の名脇役がシェアハウスで暮らしたら〜 第7話（2017年2月24日、テレビ東京）
- 終着駅シリーズ36「雪の螢」（2020年1月9日、テレビ朝日） - 吉岡隆一 役
- 小河ドラマ 徳川☆家康（2021年4月、関西テレビ） - 本人役
- 義経のスマホ（2022年5月24日 - 6月6日、NHK総合） - 後白河法皇 役
- 孤独のグルメ2022大晦日スペシャル 年忘れ、食の格闘技。カニの使いはあらたいへん。（2022年12月31日、テレビ東京）[42] - 鮨爽醇鳥 ひだか・大将 役
- ダブルタップミステリー 第15話（2023年9月9日、テレビ朝日）

### 映画
- 夜逃げ屋本舗2（1993年）
- ゴジラvsスペースゴジラ（1994年） - 札幌のサラリーマン（部下） 役[4]
- 集団左遷（1994年）
- 劇場版 家なき子（1994年） - サーカス団員 役
- 君を忘れない（1995年）
- ファットマンブラザーズ〜百貫探偵〜（1995年）
- もうDEBUなんて言わせない!（1997年）
- 実録 梁山泊 パチプロ列伝（1999年）
- 釣りバカ日誌14 お遍路大パニック!（2003年）
- TAKESHIS'（2005年）
- 明日の記憶（2006年）
- ハニー・フラッパーズ（2014年） - 辺見 役（友情出演）
- 牙狼〈GARO〉-GOLDSTORM- 翔（2015年）
- 何のために（2015年） - ナレーション
- 阪神タイガース THE MOVIE 〜猛虎神話集〜（2020年）
- 浅草キッド（2021年） - ビートたけし所作指導／たけしの声（現代）
- 劇場版 小河ドラマ 徳川☆家康（2021年）
- 生きない（2023年）[43]

### Vシネマ
- テクニカル・ヴァージン（1990年）
- パチンコ・バトル・ロワイアル
- パチンコ・バトル・ロワイアルII
- 湘南純愛組! - 理容師 役
- 借りなきゃバウバウ〜天下の御迷惑人・松村邦洋（1993年）

### インターネット配信番組
- 電波少年的懸賞生活2009（2009年10月8日）
- 和田アキ子 史上初の誕生会生中継（2019年4月10日、AbemaTV）[44]

### Webドラマ
- ダメ田十勇士（2015年、NHKどーがステーション） - 清海入道 役

### テレビアニメ
- ヤッターマン 第26話「歴代三悪オールスター勢揃いだコロン！」（2008年12月1日、読売テレビ） - 本人、コーコーキュージ 役（2役）

### CM
- 長崎屋
- 郵便局の簡易保険（酒井法子と共演）
- コスモ石油（1994年 - 1996年）（松本明子と共演）
- 進研ゼミ チャレンジ高校生（1995年 - 1996年）（持田真樹と共演）
- マイコール オンパックス（1995年 - 1996年）
- OPA（1996年 - 1997年）
- 麒麟麦酒 ラガービール（2000年 - 2001年）(伊集院光･石塚英彦と共演）
- 明星食品 一平ちゃん（1994年 - 2001年）（かとうれいこ・藤崎奈々子・安西ひろこと共演）
- イースマイル 町の水道屋さん（2010年 - ）
- 岩国錦帯橋空港 おいでませ山口県 食べちょる課長（2012年 - 2014年）
- アウトレイジ ビヨンド DVD&Blu-ray（2013年）（ビートたけし、小日向文世、中尾彬、西田敏行の出演シーンに自身のモノマネを当てて出演）
- アウトレイジ 最終章 DVD&Blu-ray（2018年）（前作同様出演者に自身のものまねを当てて出演）
- ポプラ（2014年末までポプラ店内およびRCCラジオで放送、達川光男の代行で共演もあり）
- ZENT（2016年）
- ライザップ（2017年）[45]

### MV
- KOBerrieS♪「ドンギバ♪」（2016年）[46]

### ビデオ教材
- 「自てん車安全大作戦!歌おう!ぼくらの交通安全」（警察庁交通局監修）

## 作品
著書
- マツムラ―天然松村邦洋解禁!!（太田出版、1993年）
- ためにならない本（読売新聞社、1995年）
- デブの真実（角川書店、1996年）
- 愛しの虎　松村邦洋の阪神タイガース応援日記（太田出版、2004年）
- 武将のボヤキ 松村邦洋のお笑い裏日本史（武田ランダムハウスジャパン、2010年）
- 東京右側「笑芸」さんぽ（高田文夫との共著、講談社、2017年、ISBN 978-4-06-220698-3）
- 松村邦洋の高校野球ベストバウト（洋泉社、2018年）
- 松村邦洋「鎌倉殿の13人」を語る（プレジデント社、2021年）
- 松村邦洋 今度は「どうする家康」を語る（プレジデント社、2022年）
- 松村邦洋 まさかの「光る君へ」を語る（プレジデント社、2023年）
- 松村邦洋 懲りずに「べらぼう」を語る（プレジデント社、2024年）

文庫解説
- 阪神タイガースの正体（井上章一、ちくま文庫、2008年）

画集
- ボクの神様〜心に残るトラ戦士（リベロ社）
- 松村邦洋画集・虎戦士Vカレンダー2004（天田印刷加工）

個展
- 松村邦洋似顔絵展（2007年12月12日 - 2008年2月3日、筆の里工房）
- 九州産業大学OB 松村邦洋似顔絵展 -可能性へのメッセージ-（2008年9月8日 - 2008年11月3日、九州産業大学美術館）
- 高田文夫プロデュース 松村名人会（2011年7月29日 - 8月7日、GALLERY工）

### CD
シングル
- ピロピロダンス（1993年）
- 冬場のI LOVE YOU（1995年）明星食品「一平ちゃん」CM曲。「一平ちゃんとれいこちゃん」としてかとうれいことデュエット。
- それでいいのだ!（1998年）「K・松村」名義。
- 負ける気せんね 〜野村阪神応援ヴァージョン〜（1999年）森たけしとデュエット。
- 嵐は西から（2003年）「Tigers Freaks Band」として。

アルバム
- まんぷく・トランス（2006年）オムニバス。内山信二・ザ・たっち・関塚裕二・西尾季隆（丁半コロコロ）と共作。
- 立川藤志楼とって出しvol.1（2008年）ワザオギから発売された立川藤志楼（高田文夫）の落語CDの中でお茶子として出演。短いクロストークあり。

### DVD
- 熱烈!!トラトーク（2011年）
- 泣き虫先生の7年戦争 スクール☆ウォーズ（2019年）映像特典「スペシャル座談会」

### ゲームソフト
- 松村邦洋伝 最強の歴史をぬりかえろ!!（1994年8月26日発売、ショウエイシステム）スーパーファミコン用格闘ゲーム
- 牌神2（1998年3月26日発売、アクエス）PlayStation用麻雀ゲーム